# IC3b
iC3b 또는 불활성화 보체성분 3b(영어: inactivated complement component 3b 또는 inactivated C3b)는 척추동물의 면역계의 구성 요소인 보체계의 일부인 단백질 조각이다. iC3b는 보체인자 I이 C3b를 절단할 때 생성된다. 백혈구의 보체 수용체는 iC3b에 결합할 수 있으므로 iC3b는 옵소닌으로 기능한다. 온전한 C3b와 달리 iC3b는 보체인자 B와 결합할 수 없으므로 대체 경로를 통한 보체 캐스케이드의 증폭을 방해한다. 보체인자 I은 iC3b를 C3d라고 알려진 단백질 조각으로 더욱 분해할 수 있다.

## 같이 보기
- 보체
- 보체인자 3 (C3)
- C3b